# Dekanat Offenburg-Kinzigtal
Das Dekanat Offenburg-Kinzigtal ist seit der Dekanatsreform ab dem 1. Januar 2008 eines von 26 Dekanaten in der römisch-katholischen Diözese Freiburg.

## Geschichte
Mit der Dekanatsreform zum 1. Januar 2008 wurde das Dekanate Offenburg-Kinzigtal als eines von 26 Dekanaten des Erzbistums Freiburg errichtet. Sitz des Dekanats ist Offenburg. Das Dekanat bildet zusammen mit den Dekanaten Acher-Renchtal und Lahr die Region Ortenau des Erzbistums Freiburg.
Von ursprünglich 16 Seelsorgeeinheiten verringerte sich deren Anzahl bis zum 1. Januar 2015 auf zwölf Seelsorgeeinheiten.

## Gliederung
Das Dekanat Offenburg-Kinzigtal gliedert sich in die folgenden zwölf Seelsorgeeinheiten:
| Seelsorgeeinheiten                        | zugehörige Pfarreien und Filialen |
| ----------------------------------------- | --- |
| SE An Wolf und Kinzig                     | St. Laurentius (Wolfach), St. Roman (Wolfach), St. Bartholomäus (Oberwolfach) |
| SE Appenweier-Durbach                     | St. Michael (Appenweier), St. Heinrich (Durbach), St. Martin (Urloffen), Hl. Kreuz (Ebersweier), Mariä Himmelfahrt (Nesselried) |
| SE Hanauerland                            | St. Johannes (Rheinbischofsheim), Herz Jesu (Kehl-Kork), St. Michael (Rheinau-Honau) |
| SE Haslach                                | St. Arbogast (Haslach im Kinzigtal), St. Michael (Fischerbach), St. Erhard (Hofstetten), St. Afra (Mühlenbach), Kreuzerhöhung (Steinach im Ortenaukreis), St. Peter und Paul (Welschensteinach) |
| SE Hausach-Hornberg                       | St. Mauritius (Hausach), St. Johannes d.T. (Hornberg), St. Gebhard (Hornberg-Niederwasser) |
| SE Kehl                                   | St. Johannes Nepomuk (Kehl), St. Maria (Kehl) |
| SE Kloster Wittichen                      | St. Johann Baptist (Schiltach), St. Ulrich (Schenkenzell), Allerheiligen (Schenkenzell-Wittichen) |
| SE Oberes Wolftal                         | St. Cyriak (Bad Rippoldsau-Schapbach), Mater Dolorosa (Bad Rippoldsau) |
| SE Schutterwald-Hohberg-Neuried           | St. Jakobus (Schutterwald), St. Nikolaus (Ichenheim), St. Ulrich (Neuried Müllen-Altenheim), St. Johannes (Neuried-Dundenheim), St. Michael (Neuried-Schutterzell), St. Brigitta (Niederschopfheim), St. Carolus (Diersburg), St. Gallus (Hofweier) |
| SE St. Ursula Katholische Kirchengemeinde | Heilig-Kreuz-Kirche (Offenburg), Dreifaltigkeitskirche (Offenburg), Herz Jesu (OG-Rammersweier), St. Philippus und Jakobus (OG-Weingarten), St. Fidelis (Offenburg), St. Laurentius (OG-Bohlsbach), St. Peter und Paul (OG-Bühl), St. Nikolaus (OG-Griesheim), St. Johannes Nepomuk (OG-Waltersweier), St. Johannes d.T. (OG-Weier), St. Pankratius (OG-Windschläg), Hl. Geist (Offenburg), St. Markus (OG-Elgersweier), St. Sixtus (OG-Zunsweier) |
| SE Vorderes Kinzigtal St. Pirmin          | Klosterkirche St. Marien (Gengenbach), St. Martin (Gengenbach), St. Georg (Berghaupten), Hl. Dreifaltigkeit (Ohlsbach), St. Bartholomäus (Ortenberg), St. Peter und Paul (Reichenbach) |
| SE Zell                                   | St. Symphorian (Zell am Harmersbach), Maria zu den Ketten (Zell am Harmersbach), St. Gallus (Oberharmersbach), St. Ulrich (Nordrach), St. Blasius (Biberach), St. Mauritius (Biberach-Prinzbach), St. Nikolaus (Unterentersbach) |